# Virus de l'encéphalite équine de l'Est
Alphavirus eastern
Espèce
Synonymes
- Eastern equine encephalitis virus (ICTV, 1971)

 Mise en garde médicale
Alphavirus eastern, le virus de l'encéphalomyélite équine de l'Est (en anglais Eastern equine encephalomyelitis virus ou EEE), communément appelée la maladie du sommeil ou « triple E », est une zoonose, plus précisément une arbovirose  due à un alphavirus et rencontrée en Amérique du Nord, Amérique centrale et Amérique du Sud, ainsi que dans les Caraïbes. L’EEE a d'abord été observée dans l’État du Massachusetts, aux États-Unis, en 1831, lorsque 75 chevaux sont morts d’encéphalite. Depuis cette époque, des épizooties sont survenues régulièrement chez les chevaux aux États-Unis. L’EEE sévit aujourd'hui dans la partie Est du pays et est souvent associée aux plaines côtières.

## Virus
L'agent causal, l’EEE, a été isolé à partir de cerveaux de chevaux infectés en 1933. En 1938, les premiers cas humains confirmés ont été identifiées lorsqu'une trentaine d'enfants sont morts d'encéphalite au nord-est des États-Unis. Ces cas ont coïncidé avec des flambées chez les chevaux dans les mêmes régions. Le taux de mortalité chez l'homme est de 35 % et il n'existe actuellement aucun traitement pour les infections humaines.

## Cycle du virus
Le virus de l'encéphalomyélite équine est capable d'infecter un grand nombre d'animaux dont des mammifères, des oiseaux, des reptiles et des amphibiens. Le virus survit dans la nature grâce à un cycle biologique incluant les oiseaux et les moustiques. Il existe deux espèces de moustiques principalement liés à cette partie du cycle, ce sont Culiseta melanura et Culiseta morsitans. Ces moustiques du genre Culiseta se nourrissent du sang des oiseaux. La quantité de virus augmente dans la nature pendant l'été, époque pendant laquelle de plus en plus d’oiseaux et de moustiques sont infectés. La transmission du VEEE aux mammifères se fait par l’intermédiaire de moustiques d’autres espèces qu’on appelle vecteurs trans-espèces (bridge vectors), parce qu’ils transportent le virus à partir de populations aviaires vers des populations de mammifères. Ce sont Coquillettidia perturbans, Aedes vexans, Ochlerotatus sollicitans et Ochlerotatus canadensis. Tous ces moustiques se nourrissent principalement du sang des mammifères. Généralement, les gens ne tombent malades qu’après avoir été piqués par un moustique infecté. Les humains, les chevaux et les autres mammifères infectés ne multiplient pas suffisamment le virus circulant dans le sang pour infecter à leur tour d’autres moustiques. On a répertorié quelques cas où le VEEE a été contracté au cours d’expositions de laboratoire ou de contamination oculaire, pulmonaire ou cutanée (plaie préexistante) par des prélèvements de cerveau ou de moelle épinière d'animaux infectés.
La maladie est saisonnière dépendant du cycle du moustique qui transmet essentiellement le virus durant l'été et l'automne.

## Présentation

### Chez le cheval
Les symptômes chez les chevaux surviennent 1 à 3 semaines après l'infection et commencent par une fièvre qui peut atteindre 41 °C. La fièvre dure habituellement 24 à 48 heures. Les signes neurologiques qui apparaissent pendant la fièvre sont une hypersensibilité aux bruits, des périodes d'excitation et d'agitation. Des lésions cérébrales apparaissent qui provoquent une somnolence, des troubles auditifs, des vertiges, et une démarche anormale. Ensuite apparaît une paralysie qui se manifeste d’abord pour le cheval par de la difficulté à lever la tête. Le cheval est ensuite généralement atteint d'une paralysie complète et le décès survient 2 à 4 jours après l'apparition des symptômes. Les taux de mortalité chez les chevaux avec la souche de l’Est atteint 70 à 90 %.

### Chez l'être humain
Il s'agit d'un tableau d'encéphalite fébrile. L'IRM cérébrale montre des images focales aux niveaux des noyaux gris centraux, du thalamus et du tronc cérébral. La mortalité est d'un tiers, avec la moitié des survivants ayant des séquelles neurologiques.

## Prévention

### Chez le cheval
La maladie peut être prévenue chez les chevaux par l'utilisation de la vaccination. Ce vaccin est généralement administré en même temps que les vaccins pour d’autres maladies, le plus souvent contre le virus de l'encéphalite équine de l'Ouest,le virus de l'encéphalite équine du Venezuela et le tétanos. La plupart des vaccins sont préparés à partir de virus tué.

### Chez l'être humain
Il n'existe ni traitement spécifique ni vaccination. Les mesures de prévention reposent uniquement sur la lutte anti-moustiques.

## Épidémiologie
Plusieurs États du nord-est des États-Unis ont vu l'activité du virus augmenter depuis 2004. Entre 2004 et 2006 il y avait au moins 10 cas humains d'EEE signalés au Massachusetts. En 2006, environ 500000 acres du sud-est de cet État ont été traités avec un insecticide actif sur les populations adultes de moustiques pour réduire le risque de transmission de la maladie à l'être humain. Il y a également eu plusieurs cas humains signalés dans le New Hampshire,.
En octobre 2007, un citoyen de Livingston, en Écosse  a été le premier Européen victime de cette maladie. L'homme avait séjourné au New Hampshire au cours de l'été 2007 pour un voyage de pêche et le diagnostic de VEEE a été posé le 13 septembre 2007. Il est tombé malade le 31 août 2007, juste un jour après son retour à la maison.
Le VEEE est étroitement lié au virus de l'encéphalite équine du Venezuela et au virus de l'encéphalite équine de l'Ouest.

## Utilisation comme arme biologique
Le VEEE était l'un des agents, parmi plus d'une douzaine d'autres, que les États-Unis avaient répertoriés comme armes biologiques potentielles avant que le pays ait suspendu son programme d'armes biologiques.